# Sura medyńska

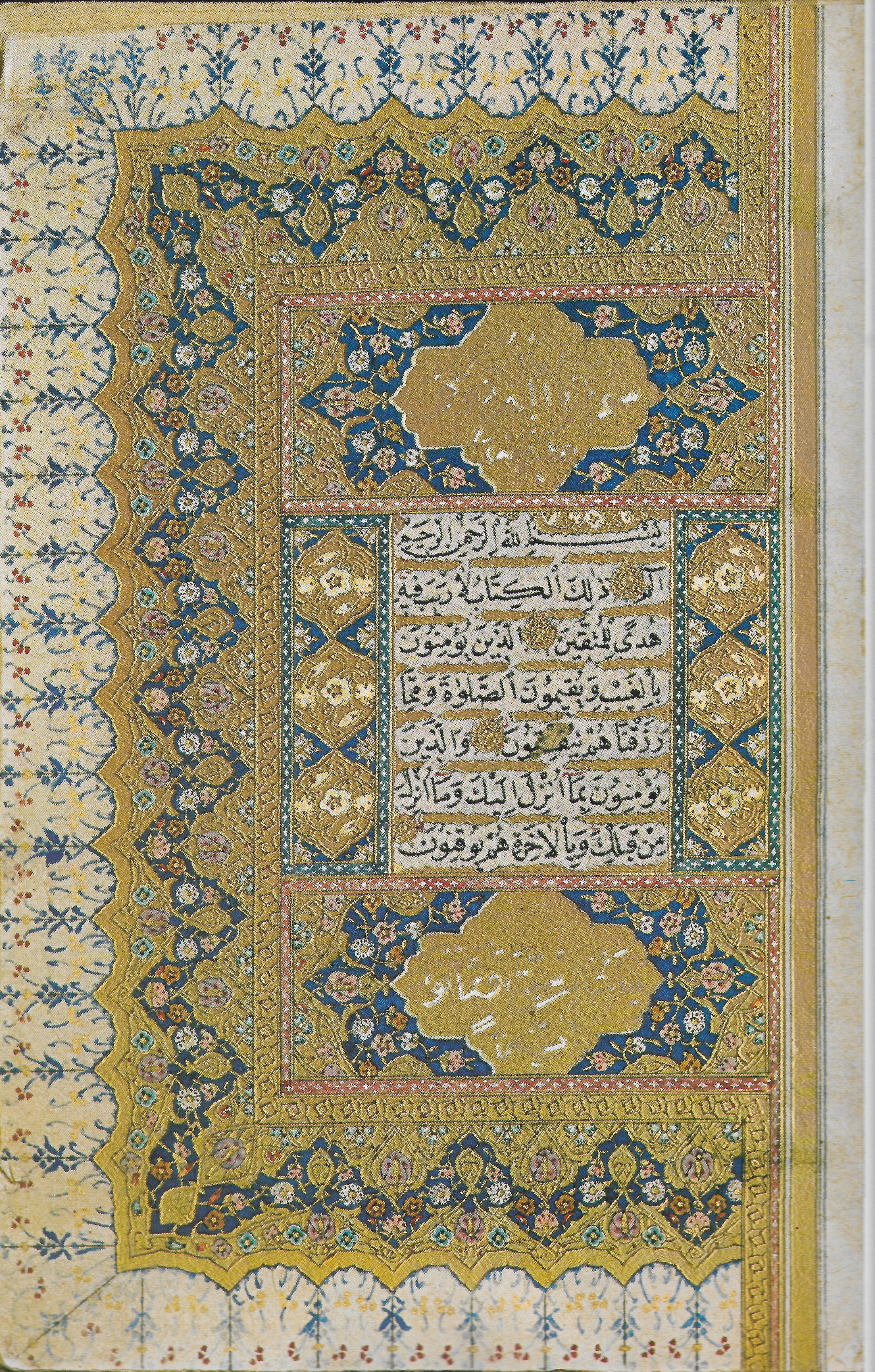
Pierwsze wersety sury Al-Bakarah, uznawanej za surę medyńską

Sura medyńska (rzadziej: medyneńska) – sura, która według muzułmanów została objawiona Mahometowi po tym jak odbył Hidżrę z Mekki do Medyny w 622 roku n.e.

## Podstawowe informacje na temat podziału sur Koranu na medyńskie i mekkańskie
Istnieje kilka kryteriów podziału sur na sury mekkańskie i medyńskie. Najbardziej powszechnie akceptowany wśród uczonych muzułmańskich zdaje się być pogląd, że granicznym momentem pomiędzy dwoma kategoriami sur jest Hidżra – emigracja Mahometa z Mekki do Medyny. Sury, które zgodnie z tradycją zostały objawione Mahometowi przed Hidżrą nazywane są mekkańskimi. Sury, które zostały objawione po emigracji Mahometa do Medyny są określane jako medyńskie. Jednakże w tekście sur mekkańśkich można znaleźć ajaty medyńskie i vice-versa. Wynika to z faktu, że niektóre sury były objawiane we fragmentach i przez dłuższy okres. Dla przykładu sura Al-Baqarah, najdłuższa sura Koranu, była objawiana przez około 2 lata i jest uznawana, za surę medyńską. Jednocześnie uczeni muzułmańscy są zgodni, że jej dwa ostatnie ajaty zostały objawione podczas tak zwanej Podróży Miradż, w okresie mekkańskim (pod sam jego koniec). Uczeni muzułmańscy nie są zgodni co do okresu objawienia około 12 sur, w tym sury Al-Fatiha (Otwierającej).

## Specyfika sur medyńskich
- Zawierają przepisy prawne i organizacyjne społeczności muzułmańskiej[6].
- Zazwyczaj sury te są dłuższe i mają dłuższe ajaty (wersety), niż sury mekkańskie. Są od tego wyjątki, np. sura Al-Nasr[7].
- Werset zaczynający się od wyrażenia „O wy, którzy wierzycie” (arabski: يَاأَيُّهَا الَّذِينَ آمَنُوا), w dowolnym miejscu sury, jest jednoznacznym sygnałem, że jest to sura medyńska[7].
- Sury te często apelują do wyznawców judaizmu i chrześcijaństwa, aby uznali Mahometa za proroka i przyjęli islam. Wysuwają argumenty przeciwko teologii chrześcijańskiej[7].
- Zawierają wersety dopuszczające walkę zbrojną przez wzgląd na Allaha – rodzaj dżihadu – wraz z przepisami regulującymi ją[7].

## Lista sur medyńskich
Uczeni muzułmańscy są zgodni, co do klasyfikacji dwudziestu sur jako medyńskich, natomiast okres objawienia niektórych sur jest przedmiotem dyskusji. W związku z powyższym, istnieje kilka, nieznacznie różniących się od siebie, list sur medyńskich, w których liczba sur waha się od 24 do 28.